# 荘厳なる祭典
序曲『荘厳なる祭典』（フランス語: Ouverture, Le fête magnifique）は、山田一雄が1939年に作曲した演奏会用序曲。1940年6月に山田の母校である東京音楽学校に献呈された。楽譜の表紙に「紀元二千六百年」と記されていること、末尾に「9月30日2599東京」と記載されていることなどから、皇紀2600年奉祝曲の一つとして作曲されたものと思われる。長らく所在が不明でピアノスケッチの断片しか現存しないと思われてきたが、2011年に東京藝術大学附属図書館からオーケストラ版のスコアが発見され、2012年9月に小泉和裕指揮神奈川フィルハーモニー管弦楽団により初演された。

## 編成
ピッコロ1、フルート2、イングリッシュ・ホルン1、B管クラリネット2、B管バスクラリネット2、ファゴット2、コントラファゴット1、F管ホルン4、B管トランペット3、トロンボーン3（内一人はバスチューバ持替、ティンパニ1、大太鼓1（シンバル持替）、小太鼓1、トライアングル1（タムタム持替）、弦五部。

## 楽曲構成
Molto maestoso e molto sostenuto、荘厳に尊く - Andante ma non troppo, e molto espressivo - Un poco allargando - Tempo di Marcia、歩武堂々と - Leggiero(poco più mosso) - Poco a poco tranquillo - Moderato - Allargando, Tempo di Marcia - Molto più stretto - Molto pesante - ♩=100、急がずに
演奏時間は約13分半。楽想がめまぐるしく変わるマーラー風の曲である。
「君が代」冒頭の旋律を模したファンファーレ風の序奏から始まる。形を変えつつ盛り上がりを見せた後に弦楽の重苦しい旋律が登場する。しかしそれも高潮し華やかな場となる。トロンボーンと弦のピツィカートによる短い後奏の後に紀元節唱歌の出だしが奏でられる。オーケストラ全体によってその旋律が再び奏でられたすぐ後に小太鼓の連打が始まり、戦場を荒々しく行軍する軍隊を思わせるような行進曲が現れる。盛り上がりを見せた後に軽妙な管の旋律が登場するが、すぐに重々しいものとなる。しかし冒頭の旋律が回帰すると、弦によってゆっくりと少しずつ明るい雰囲気になってくる。再び行進曲が奏でられ、それはあたかも戦に勝利した軍を思わせる。急かすような旋律の後、「君が代」の「千代に八千代に」部分を変形した旋律が奏でられ、皇紀2600年という輝かしい年に向けての行進がされるように音符を刻んだ後、堂々たるフィナーレとハ音のユニゾンで幕を閉じる。